# Алондрел ла Малмезон
Алондрел ла Малмезон (фр. Allondrelle-la-Malmaison) насеље је и општина у североисточној Француској у региону Лорена, у департману Мерт и Мозел која припада префектури Брије.
По подацима из 2011. године у општини је живело 620 становника, а густина насељености је износила 45,55 становника/km². Општина се простире на површини од 13,61 km². Налази се на средњој надморској висини од 340 метара (максималној 396 m, а минималној 230 m).

## Демографија
| 1962. | 1968. | 1975. | 1982. | 1990. | 1999. | 2011. |
| ----- | ----- | ----- | ----- | ----- | ----- | ----- |
| 581   | 560   | 513   | 483   | 481   | 519   | 620   |

График промене броја становника у току последњих година